# Иларион Киевский
Иларио́н (в рукописях — Ларион Русин; умер ок. 1054 или 1055 года) — митрополит Киевский и всея Руси (1051—1054 или 1055), святитель. Первый митрополит славянского происхождения в Древнерусском государстве; его рукоположение впервые было совершено собором русских епископов. Духовный писатель, автор «Слова о законе и благодати» (1037—1050), содержащего апологию Русской земли, древнейшего известного оригинального русского литературного произведения и первого, в котором русь окончательно представлена в качестве нового христианского народа, и ряда других произведений. В ряде источников ошибочно отождествляется с преподобным Иларионом Печерским (ум. 1074), схимником Киево-Печерского монастыря.
Память святителя Илариона совершается:
- 28 сентября (11 октября) — в Соборе преподобных отцов Киево-Печерских, в Ближних пещерах почивающих,
- во вторую неделю (воскресение) Великого поста — в Соборе всех преподобных отцов Киево-Печерских[4].

## Биографические сведения
Сведения о жизни скудны и не всегда могут быть достоверно отнесены к митрополиту Илариону. Летописи содержат ряд упоминаний имени Ларио́н, которые по историческому контексту идентифицируются с ним.
Согласно «Повести временных лет», Иларион был священником «бе презвутер» в княжеской церкви святых Апостолов в селе Берестове под Киевом, в загородной резиденции киевских князей. Согласно автобиографической записи Илариона или написанной от его лица (дополнения к «Слову о законе и благодати» в Синодальном списке, также, вероятно, созданные Иларионом), он был иеромонахом. Согласно летописному сказанию «Повести временных лет» о начале Киево-Печерского монастыря, под 1051 годом, Иларион нередко удалялся из Берестова на лесистый холм (место будущего монастыря, его «ветхая» часть), где, ископав себе маленькую пещерку для уединения и молитвы, отпевал часы и втайне молился Богу

«В лѣто 6559 (1051). Постави Ярославъ Лариона митрополитомъ, русина, въ святѣй Софьи, собравъ епископы. И се да скажемъ, что ради прозвася Печерьскый манастырь. Боголюбивому бо князю Ярославу, любящю Берестовое и церковь ту сущюю Святыхъ Апостолъ, и попы многы набдящю, в нихже бѣ презвутеръ именемь Ларионъ, мужь благь и книженъ, и постникъ. И хожаше с Берестоваго на Днѣпръ на холмъ, кдѣ нынѣ ветхый монастырь Печерьскый, и ту молитву творяше, бѣ бо ту лѣсъ великъ. Ископа печерку малу двусажену, и приходя с Берестового, отпѣваше часы и моляшеся ту Богу втайнѣ. По семь же Богъ князю вложи въ сердце, и постави ̀и митрополитом в святѣй Софьи, а си печерка тако оста».
Позднее на этом месте, также ископав свою пещеру, поселился вернувшийся с Афона преподобный Антоний Печерский, основатель Киево-Печерского монастыря.
Согласно краткой записи в начале летописной статьи 1051 года («лѣ́то 6559») «Повести временных лет», в 1051/1052 годах (не позднее 1 марта 1052) Иларион был хиротонисан в митрополита Киевского по инициативе Ярослава Владимировича.

«постави Ярослав Лариона митрополитомь русина в святеи Софьи, собрав епископы».
Он стал первым русским, занявшим Киевскую кафедру. В автобиографической записи Илариона (л. 203 Синодального списка) говорится:

«Аз милостию человеколюбивааго Бога, мних и прозвитер Иларион, изволением Его от богочестивых епископ священ бых и настолован в велицем и богохранимем граде Кыеве, яко быти ми в немь митрополиту, пастуху же и учителю. Быша же си в лето 6559, владычествующу благоверьному кагану Ярославу сыну Владимирю. Аминь».
 Именование киевского князя каганом, свойственное источникам XI века, свидетельствует о раннем происхождении записи.
Согласно тексту в начале Устава князя Ярослава о церковных судах, Ярослав издал этот документ совместно с митрополитом Иларионом.

«Се яз князь великий Ярослав сын Володимерь, по данию отца своего съгадал есмь с митрополитом с Ларионом, сложил есмь греческий номоканун; аже не подобаеть сих тяжь судити князю, ни боляром — дал есмь митрополиту и епископом».
 В Уставе сказано, что Ярослав «дал митрополиту церковные суды и епископомь, по правилом святых отець, судивше, казнити по закону».
По проложному сказанию, известному в списках с первой половины XIV века, Иларион в сане митрополита, 26 ноября неизвестного года освятил княжескую церковь святого Георгия в Киеве, построенную Ярославом Мудрым в честь своего небесного покровителя. В храме совершались наречения и поставления епископов. Епископ Владимирский Симон писал печерскому иноку Поликарпу, что из Жития Антония Печерского он узнал о том, что Иларион совершил монашеский постриг и рукоположил во иерея святителя епископа Ростовского Леонтия:

«Первый — Леонтий, епископ Ростовьскый… Илариона же митрополита, и сам чел еси в житии святаго Антониа, яко от того пострижен бысть, тако священства сподоблен».
Дальнейших сведений об Иларионе нет. Под 1055/1056 годами Новгородская вторая летопись упоминает имя следующего митрополита Киевского — Ефрема, по происхождению грека.

## Творчество
К авторству Илариона, предположительно, относится ряд произведений, важнейшие из которых — «Слово о законе и благодати», Молитва и Исповедание веры. Все три входят в сборник последней трети XV века (Синодальный список). Эта подборка завершается кратким автобиографическим послесловием. Существует более 50 списков Слова. Оригинал Слова был составлен между 1037 и 1050 годами, так как в 1037 году была построена упоминаемая киевская церковь Благовещения Пресвятой Богородицы на Золотых воротах, в то же время упоминается как живая княгиня Ирина-Ингигерда, жена князя Ярослава, скончавшаяся в 1050 году. Слово даёт богословское осмысление места Русской церкви в истории Божественного домостроительства спасения. Мысль автора движется от ветхозаветного периода, в который господствовал Закон, к новозаветной истории, когда христианская Благодать распространилась по миру. Через идею благодати, открытой для всех народов, утверждается мысль о равенстве новообращенной Руси с другими христианскими народами и странами, в первую очередь с Византией. В последней своей части Слово содержит Похвалу князю Владимиру Святославичу — развернутый панегирик крестителю Руси, а также восхваление его сыну Ярославу.
В. В. Мильков считает, что «его перу, несомненно, принадлежат „Молитва“, „Исповедание веры“ и „Слово на обновление Десятинной церкви“».
Молитва в списках часто встречается отдельно от Слова. Имеет покаянный литургический характер. Посвящена новообращённой Русской земле. Автор возносит благодарность Богу за то, что Он её «исторг из пагубы идолослужения», и молит и в дальнейшем проявлять Свою милость и покровительство. Частично видоизмененная Молитва имела самостоятельное бытование в большом числе списков и представлена двумя редакциями.
Исповедание веры было составлено Иларионом при его поставлении митрополитом, что следует из слов автора в конце текста: «И молите обо мне, честнеи учителе и владыкы Рускы земля». Исповедание имеется только в Синодальном списке и представляет собой вариант Никео-Цареградского символа веры, дополненный краткими рассуждениями Иларона на догматические темы с упоминаниями определений с Третьего по Седьмой Вселенских соборов, касающихся двух природ Христа и почитания икон. Построено по типу византийских толкований Символа веры.
В конце находится автобиографическая приписка о поставлении Илариона митрополитом. Исповедание веры с примыкающей к нему авторской записью Илариона известны только в составе Синодального списка.
Предполагается, что Иларион был автором не входящего в Синодальный сборник послания «К старейшему ми брату-столпнику», в заглавии которого указана принадлежность Илариону, и выписанного из него «Поучения к отрекшимся мира». Самые ранние известные списки Послания датируются третьей четвертью XIV века — 1410-ми годами и имеют надписание «Илариона, митрополита Киевского». Они содержатся в ряде рукописей сербского извода. По меньшей мере два списка (санкт-петербургский и хиландарский) происходят из библиотеки сербского монастыря Хиландара на Афоне, с момента основания связанного с Русским монастырём великомученика Пантелеимона. В южнославянской традиции XIV—XVIII веков распространены списки памятника, в заглавии которых Иларион не назван митрополитом Киевским. Древнейшие восточнославянские списки (пергаменные) датируются началом — первой четвертью XV века). В полных русских списках автор не называется митрополитом Киевским. Это наименование встречается в рукописях XV—XVI веков при выписке, именуемой «От иного слова», из «Наказания к отрекшимся мира» преподобного Илариона Великого. Послание затрагивает различные вопросы монашеской жизни, в первую очередь взаимоотношению монахов и мира. Утверждается, что иноческая жизнь является наиболее совершенным проявлением христианской веры. Автор апеллирует к авторитету Священного писания и святоотеческих творений и призывает иноков отрешиться от мира, в частности, не участвовать в мирских трапезах, не стремиться достичь монастырских должностей и церковных отличий, не искать милости от светских властей, питаться прежде всего делом рук своих, не рассчитывая на милостыню от властителей и других мирян.
Принадлежность Послания авторству Илариона отвергалась Н. К. Никольским. С ним соглашались более поздние исследователи. Памятник относили всё же к домонгольскому периоду, поскольку в памятниках не позднее XII—XIII веков имеются следы его использования. Предполагалось, что Послание было переведено в Древней Руси с греческого. По мнению Д. М. Буланина, содержащаяся в Послании формула: «Не бо взрастохом в Афинех, ни философии учихомся» — нехарактерна для византийской литературы, но распространена в древнерусской. А. А. Турилов также отмечает, что в средневековой славянской книжности неизвестны случаи создания псевдоэпиграфов путём атрибуции текстов, написанных византийскими почитаемыми авторами, славянских авторам. Развитие псевдоэпиграфики происходило в противоположном направлении. Кроме того, недавно обнаруженные древнейшие списки Послания с надписанием: «Илариона, митрополита Киевского», южнославянского происхождения. Болгарская и сербская традиции в XIV—XV веков не имели стимула приписывать текст неизвестному и неканонизированному лицу. Во второй половине XVI века Послание стало одним из источников Послания царя Ивана Грозного игумену и братии Кирилло-Белозерского монастыря.
Известно также Поучение святого Илариона о пользе души (начало: «Потщимся, братие и сестры, к вечней жизни светлой»). Памятник известен с надписанием: «Митрополита Киевского», в 2 русских списках, а также в составе болгарского сборника начала XV века. Данное сочинение с именем св. Илариона в заглавии читается уже в учительной части Пролога середины — второй половины XIII века, что говорит о домонгольском происхождении памятника. Памятники с именем Илариона играли существенную роль в русско-южнославянских литературных связях в домонгольский период.
Без достаточных оснований исходя только из заглавий Илариону приписывался ряд произведений аскетического содержания, где автором назван «отец наш» «святой» «мних» Иларион.
Д. С. Лихачёв, отмечал стилистическое и идейное сходство «Слова о законе и благодати» с текстами раннего летописания и считал Илариона наиболее вероятным автором «Сказания о распространении христианства на Руси», которое, по его предположению, было одним из важнейших источников Начальной летописи. Предполагается также, что Иларион принимал участие в переводческой работе, организованной Ярославом Мудрым при киевском Софийском соборе. «Повесть временных лет» под 1037 годом сообщает о том, что Ярослав, «собрав писце многы», организовал перевод и переписку книг: «Ярослав, любя церковныя уставы, попы любяше по велику, излиха же черноризьце, и книгам прилежа и почитая е часто в нощи и в дне». Иларион, «муж книжен», был в числе приближённых Ярослава.
В «Слове о законе и благодати» Русская земля окончательно представлена в качестве нового христианского народа. В преамбуле сочинения эксплицитно обозначен «нашъ языкъ рускыи», «страна Русь», согласно тексту, хвалит крестителя и «великааго кагана нашеа земли» Владимира Святославича, потомка князей, которые испокон веку правили в «Русской земле». Самого Илариона ранняя летописная традиция называет «русином».

## Почитание и канонизация
В Степенной книге (начало 1560-х годов) Иларион назван «святителем». Иларион, наряду с другими русскими «Божественными иерархами», не всегда связанными с Киево-Печерским монастырём, упоминается в 1-м тропаре 9-й песни Канона преподобным отцам Печерским, составленного около 1643 года при митрополите Киевском Петре Могиле, автором которого считается Мелетий Сириг. Вместе с другими русскими митрополитами Иларион назван в светильне канона преподобным отцам Киево-Печерским, в Ближних пещерах почивающим; служба составлена в 1684—1690 годах. «Святый Иларион митрополит» упомянут среди святых Киева в списке XVIII века «Описания о российских святых».
Со второй половины XVII века встречаются сообщения о том, что Иларион был погребен в Киево-Печерском монастыре. Вероятно, первым об этом написал И. Гербиний в «Religiosae Kijovienses Cryptae, sive Kijovia Subterranea» 1675 года, созданном на основе Киево-Печерского патерика (Киев, 1661) без знакомства автора с монастырским некрополем. В Каталоге российских архиереев, составленном около середины XVIII века, об Иларионе говорится: «Преставися в лето 6579 (1071) и положен бысть в Печерском монастыре. И крайния ради его добродетели бысть свят и чудотворец предивен. Сей святый Иларион митрополит первее начат копати пещеру». Подобные сообщения, предположительно, дали повод в позднейшей агиографической традиции отождествить митрополита Илариона с преподобным Иларионом Печерским, схимником и книгописцем, подвизавшимся в Киево-Печерском монастыре в игуменство Феодосия Печерского и упоминаемым в Киево-Печерском патерике. Согласно позднейшей традиции, он был погребён в Дальних пещерах. Архиепископ Филарет (Гумилевский) не принимал этого отождествления, однако относил Илариона к святым, чьи мощи почивают в Дальних пещерах.
Канонизацией митрополита Илариона является включение его имени в Собор всех святых, в земле Российской просиявших, составленный в связи с подготовкой к изданию богослужебных Миней в середине 1980-х годов. Позднее имя святого вошло в Собор преподобных отцов Киево-Печерских Ближних пещер, вероятно, в результате соотнесения места, где подвизался Иларион, с Ближними пещерами Киево-Печерской лавры. В составе данного Собора Иларион указан в Православном церковном календаре, в перечне святых Собора в Минее под 28 августом он не назван.

## Историография
Предполагается, в частности Туриловым, что Иларион первоначально был духовником Ярослава Мудрого (княжил в Киеве в 1016—1018, 1019—1054 годах). В произведениях Илариона имеются свидетельства знания им греческого языка, хорошей богословской подготовки, прекрасного владения приёмами риторики, некоторые учёные предполагали, что он получил образование в Византии. Обычай отшельнической молитвы в пещере он мог заимствовать на Афоне. В его Похвале князю Владимиру содержится используемая только на Западе литургическая формула «Христос победи…». По предположению Л. Мюллера, Иларион пустынножительствовал на Афоне, а позднее, посетив Францию в составе одного из русских посольств 1048—1051 годов, в связи с бракосочетанием короля Генриха I и княжны Анны Ярославны, познакомился с латинским богослужением.
Хиротония Илариона, совершённая не в Константинополе Константинопольским патриархом, а в Киеве собором русских епископов, шла вразрез с принятой практикой назначения епископов и митрополитов Патриаршим Синодом. По мнению одних историков, прежде всего российских (М. Д. Присёлков, Я. Н. Щапов и др.), это объясняется стремлением Ярослава к церковной независимости от Византии или конфликтом между Ярославом и патриархом. По мнению Н. Н. Розова, Иларион был единомышленником Ярослава в его борьбе за политическую и идеологическую независимость от Византии. А. М. Молдован рассматривает «Слово о законе и благодати» в контексте обстоятельств поставления Илариона. Вопреки установленному порядку, митрополит был поставлен не в Константинопольской патриархии, а на соборе русских епископов, что рассматривается как проявление «вежливого неповиновения» Руси по отношению к Византии. В написанном незадолго до этого Слове обосновывалось право Руси на равенство среди других христианских народов и подготавливалась почва для реализации княжеского решения о самостоятельном поставлении митрополита. Другие учёные (Л. Мюллер, К. Ханник, А. Поппэ) считают, что это действие не подвергало сомнению юрисдикцию Константинопольской кафедры. Хиротония Илариона не рассматривалась как прецедент при поставлении на митрополичий престол Климента Смолятича в 1147 году. Согласно мнению Поппэ, поддержанному А. В. Назаренко, Ярослав, созывая собор для избрания и хиротонии Илариона, опирался на реформаторские тенденции внутри Константинопольской церкви. В это время влиятельный константинопольский Студийский монастырь отстаивал выборность архиереев. Мюллер отмечает, что в источниках говорится не об избрании Илариона епископами, а лишь о совершенной ими хиротонии.
Послание епископа Владимирского Симона печерскому иноку Поликарпу с упоминанием Илариона и Антония (см. выше) в историографии интерпретировалось как сообщение о принятии Иларионом пострига от Антония. По мнению Турилова, эта позиция неудовлетворительна, поскольку противоречит летописному сказанию о начале Печерского монастыря, согласно которому, Антоний вернулся с Афона после поставления Илариона митрополитом.
После смерти князя Ярослава 20 февраля 1054 года о Иларионе ничего не известно. В 1055 году упоминается следующий митрополит Ефрем. Розов считал, что сразу же после смерти Ярослава Иларион был смещён с поста митрополита и заменён митрополитом-греком, присланным Константинопольским патриархом, как это происходило ранее и в течение многих веков в дальнейшем. По другому предположению, митрополит скончался ещё при жизни Ярослава, поскольку не упоминается в связи с отпеванием и погребением князя. Присёлков предполагал, что после оставления митрополичьей кафедры Иларион удалился в Киево-Печерский монастырь и является одним лицом с летописцем игуменом монастыря преподобным Никоном Печерским. Эта гипотеза не была принята научным сообществом. Розов предполагал, что после своего низложения Иларион удалился в Киево-Печерский монастырь, туда, откуда был призван на пост митрополита. Также исследователь допускал отождествление его с Иларионом Печерским, в Киево-Печерском патерике названным «черноризцем Ларионом», который был «книгам хитр писати и съй по вся дьни и нощи писаше книгы в келии… Феодосия».

## Образ в кино
- «Ярослав Мудрый» (СССР, 1981), режиссёр Григорий Кохан. В роли Иллариона — Вацлав Дворжецкий

## Издания сочинений
- Памятники духовной литературы времен великого князя Ярослава I. Слова митр. Илариона. 1. О законе Моисеевом… и похвала кагану нашему Владимиру; 2. «Потщимся, братие и сестры…» / Пер.: А. В. Горский // Прибавл. к Творениям св. отцов в русском переводе. — М., 1844. — Ч. 2. — С. 1—91, 223—292, 293—299;
- Славяно-русские сочинения в пергаменном сборнике И. Н. Царского // Чтения в Обществе истории и древностей российских. — 1848. — Кн. 7. — № 11. — С. 21—41;
- Памятники древнерусской литературы, посвященные Владимиру Святому // Чтения в Историческом обществе Нестора-летописца. — 1888. — Кн. 2. Отд. 2. — С. 45—58;
- Мусин-Пушкинский сборник 1414 г. в копии начала XIX в. // Записки Академии наук. — 1873. — Т. 72. — Прилож. 5. — С. 32—68;
- Мусин-Пушкинский сборник 1414 г. в копии начала XIX в. / Изд.: Вс. Срезневский. — СПб., 1893. — С. 32—68;
- Покровский Ф. И. Отрывок Слова митр. Илариона «О законе и благодати» в списке XII—XIII вв. // Известия Отделения русского языка и словесности Академии наук. — 1906. — Т. 11. — Кн. 3. — С. 412—417;
- Отчет об экскурсии семинария русской филологии в Житомир // Унив. изв. — Киев, 1911. — № 10. — С. 73—88;
- Исповедание веры митрополита Киевского Илариона с записью о его поставлении // Памятники древнерусского канонического права. — Пг., 1920. — Ч. 2. — Вып. 1. — С. 102—103;
- Müller, Ludolf. Des Metropoliten Ilarion Lobrede auf Vladimir den Heiligen und Glaubensbekenntnis nach der Erstausgabe von 1844 neu herausgegeben, eingeleitet und erläutert. Wiesbaden, 1962;
- Розов Н. Н. Синодальный список сочинений Илариона — русского писателя XI в. // Slavia. Praha. 1963. Roč. 31. Seš. 2. S. 141—175;
- Die Werke des Metropoliten Ilarion. Eingeleitet, übersetzt und erläutert von Ludolf Müller / Hrsg. L. Müller. Münch., [1971]. (Forum slavicum; Bd. 37);
- Розов Н. Н. Из творческого наследия русского писателя XI в. Илариона // Dissertationes slavicae: Acta Universitatis Szegediensis de Atilla Jozsef. Szeged, 1975. T. 9/10. P. 115—155;
- Elbe H. Die Handschrift С der Werke des Metropoliten Ilarion // Russia Mediaevalis. München, 1975. T. 2. S. 120—161;
- Молдован А. М. «Слово о законе и благодати» Илариона. К., 1984;
- Идейно-философское наследие Илариона Киевского / Пер.: Т. А. Сумникова; отв. ред.: А. А. Баженова. — М., 1986. — 2 ч.;
- Слово о законе и благодати митрополита Илариона / Подготовка текста и комментарии А. М. Молдована, перевод диакона Андрея Юрченко // Библиотека литературы Древней Руси / РАН. ИРЛИ; Под ред. Д. С. Лихачёва, Л. А. Дмитриева, А. А. Алексеева, Н. В. Понырко. — СПб. : Наука, 1997. — Т. 1 : XI—XII века. 26—61.